# Forum Zaburzeń Metabolicznych
Forum Zaburzeń Metabolicznych – oficjalny kwartalnik Polskiego Stowarzyszenia Praktycznej Terapii Otyłości wydawany przez Wydawnictwo Via Medica. Redaktorem naczelnym jest prof. Danuta Pupek-Musialik. Zastępcą redaktora naczelnego jest dr Paweł Bogdański.
W skład rady naukowej wchodzą samodzielni pracownicy naukowi z tytułem profesora lub doktora habilitowanego z Polski. Artykuły ukazują się w języku polskim (drukowane są także abstrakty w języku angielskim). 

## Stałe działy
- artykuł redakcyjny
- wybrane problemy kliniczne